# 大罗山隧道
大罗山隧道（工程名：大主山隧道）是温州市域铁路S1线的三条山岭隧道之一（另两条是石坦隧道和龙湾隧道），位于中华人民共和国浙江省温州市龙湾区瑶溪街道瑶溪站至奥体中心站之间，全长2316.853米。

## 历史
- 2017年5月26日，大罗山隧道全线贯通[3]。
- 2019年1月23日，大罗山隧道随S1线的开通而启用[4]。